# История Ботсваны

## Ранняя история
Первыми на территорию нынешней Ботсваны пришли охотники и собиратели, говорившие на койсанских языках. К примеру, самые ранние поселения на стоянке в холмах Цодило (северо-запад страны) относятся примерно к XVIII веку до н. э. В последние несколько веков до н. э. некоторые племена стали переходить к животноводству, используя сравнительно плодородные земли вокруг дельты Окаванго и озера Макгадикгади. К III веку относится глиняная посуда культуры Бамбата — вероятно, готтентотская по происхождению.

## Первое тысячелетие н. э.
В начале нашей эры в Южную Африку пришли земледельцы-банту, и с их приходом начинается железный век. Первые памятники железного века в Ботсване относятся примерно к 190 г. н. э. и связаны, вероятно, с народами банту из долины Лимпопо. К 420 году н. э. относятся остатки небольших домов, похожих на ульи, в поселении возле Молепололе (почти идентичные находкам в раскопе возле Претории); есть и похожие находки VI века на северо-западе, в холмах Цодило.

## Культура Моритсане
В XII веке начинается распространение культуры Моритсане, связанной с юго-востоком Ботсваны: её носителями были племена группы сото-тсвана, которые хотя и принадлежали народам банту, занимались скорее разведением животных, чем земледелием. С материальной точки зрения эта культура также сочетала черты старых культур верхнего неолита (вроде Бамбата) и бантуской культуры восточного Трансвааля (Лейденбергская культура). Распространение культуры Моритсане связано с ростом влияния вождеств Кгалагади.
На востоке и в центре страны большим влиянием обладали вожди народа Тоутсве, ведшие активную торговлю с восточным побережьем. Позже это образование подпало под власть государства Мапунгубве, а позже — правителей Большого Зимбабве.
Примерно с IX века началось проникновение других племён банту, предков нынешних байейи и мбукушу, на северо-запад страны.

## XIII—XVI вв
В XIII веке начали набирать силу вожди сото и тсвана в Западном Трансваале. Вожди племени баролонг начали оказывать серьёзное давление на племена Кгалагади, заставляя их либо подчиняться, либо уходить дальше в пустыню. К середине XVII века власть вождей баролонг-кгалагади распространялась на земли вплоть до нынешней Намибии, а новости об их конфликтах с готтентотами (кой-кой) из-за медных рудников доходили даже до голландских поселенцев в Капской колонии.
К XVI веку относится выделение собственно тсвана под властью династий Хурутше, Квена и Кгатла, основавших в конце XVII века королевство Нгвакетсе, подчинив себе племена Кгалагади и баролонг. Вскоре им пришлось столкнуться с внешней угрозой: вначале он подверглись нападению племён, ушедших от европейского влияния на юго-западе, а позже тсвана пришлось столкнуться с последствиями Мфекане. В 1826 году произошли стычки тсвана с кололо, убившими вождя Макабу II. Тсвана удалось изгнать кололо дальше на север, где они ненадолго поселились. Кололо доходили на западе до нынешней Намибии (где им нанесли поражение гереро), а на севере — до земель лози в верховьях Замбези.

## XIX в. — Бечуаналенд
После окончания войн, связанных с Мфекане, вожди тсвана стали укреплять своё влияние в регионе, выступая в качестве торговых посредников между европейцами на юге и северными племенами. Особенно выделялись Сечеле, властитель баквена, живших вокруг Молепололе и Кхама III, король племени бамангвато, владевший фактически всей современной Ботсваной. Кхама был союзником британцев, которые использовали его земли для того, чтобы обходить враждебные бурские республики (Трансвааль и Оранжевое Свободное государство) и королевства шона и ндебеле. Напряжение в регионе нарастало, и в 1885 году вожди тсвана Кхама, Батвен и Себеле обратились к британской короне с просьбой о защите. 31 марта 1885 был провозглашён протекторат Великобритании над землям тсвана, получившими название Бечуаналенд. Северная часть Бечуаналенда осталась под управлением английской короны, а южная — включена в Капскую колонию (ныне часть ЮАР; именно поэтому часть носителей языка тсвана проживает сейчас как раз в ЮАР).

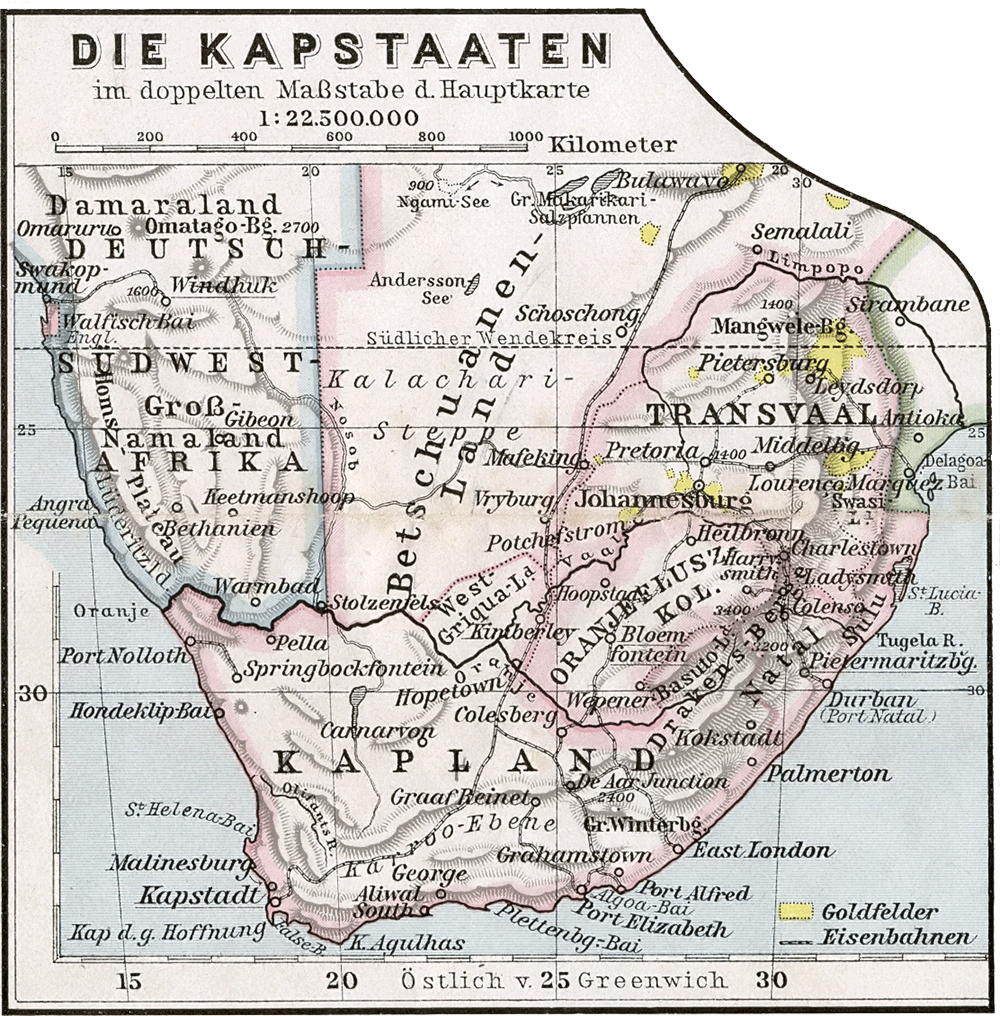
Немецкая карта Южной Африки 1905 года. Бечуаналенд ещё не поделён на северную (протекторат) и южную части

Британцы вначале предполагали, что Бечуаналенд, как и Басутоленд (Лесото) со Свазилендом, будет включён в состав Родезии или Южно-Африканского Союза, и поэтому даже административным центром протектората стал Мафикенг, расположенный в Капской колонии. Специальных программ развития Бечуаналенда не предусматривалось, к тому же они вызывали резкий протест у вождей тсвана, не желавших усиления европейского влияния на своих землях. Включение протекторатов в состав ЮАС постоянно откладывалось, и в конце концов, когда Национальная партия стала вводить в стране режим апартеида, было решено не сливать эти территории воедино. В 1951 году был создан совместный консультативный совет, а в 1961 году — принята конституция, предусматривавшая создание законодательного собрания, имевшего право совещательного голоса.

## Независимость
Великобритания не хотела менять политическое устройство до тех пор, пока не убедилась бы в том, что страна может самостоятельно развивать свою экономику. В 1964 году колониальная администрация согласилась с возможностью провозглашения независимости; в 1965 году было введено самоуправление, а столица перенесена из Мафикенга в быстро отстроенный Габороне, и в 1966 году была провозглашена независимая Республика Ботсвана. Первым премьер министром стал Серетсе Кхама, один из лидеров освободительного движения и законный претендент на трон вождя племени бамангвато. Он был переизбран ещё дважды и скончался в 1980 году, занимая пост президента.
Экономика независимой Ботсваны была основана на экспорте продукции (в частности, в стране были найдены залежи алмазов); чтобы получать от этого экспорта максимальную выгоду, в 1969 году правительство добилось изменения условий таможенного договора с ЮАР.
После Кхамы президентом стал вице-президент Кетумиле Масире, также дважды позже переизбранный. Масире в 1998 году ушёл в отставку, и лидером Ботсваны стал Фестус Могае.
В 2008 году Фестус Могае досрочно ушёл в отставку, отдав пост вице-президенту Яну Кхаме.